# Mary Burns
Mary Burns (29 de setembro de 1821 – 7 de janeiro de 1863) foi uma trabalhadora e militante operária irlandesa mais conhecida por ter sido companheira de Friedrich Engels.
Burns viveu em Salford, perto de  Manchester, na Inglaterra. Ela conheceu Engels durante a primeira visita dele a Manchester, provavelmente em 1843. É possível que Mary tenha guiado Engels através da região, mostrando a ele os piores distritos de Salford e Manchester para sua pesquisa sobre A Situação da Classe Trabalhadora na Inglaterra.
Mary Burns era filha de Michael Burns (ou Byrne) e Mary Conroy. A família pode ter vivido em Deansgate. Ela teve uma irmã chamada Lydia (1827–1878), conhecida como "Lizzie" e uma prima chamada Mary Ellen Burns (nascida em 1859), conhecida como "Pumps".
Depois de seu encontro nos anos 1840, Mary e Engels tiveram um relacionamento que durou até a morte súbita de Mary, com 41 anos, em 7 de janeiro de 1863. Embora o costume da época fosse o casamento, ambos eram politicamente contrários à instituição burguesa do casamento e nunca se casaram. Depois da morte de Mary, Engels foi viver com sua irmã Lizzie, com quem se casou em 11 de setembro de 1878, horas antes de sua morte.
Pouco há escrito sobre Mary Burns. As únicas referências diretas a ela que sobreviveram são a carta de Karl Marx a Engels ao saber de sua morte, dizendo que ela era "muito bem humorada" e "espirituosa" e a carta da filha de Marx, Eleanor, dizendo que ela era "muito bonita, espirituosa e uma garota completamente encantadora, mas nos últimos anos bebeu em excesso". Nenhuma imagem conhecida de Burns restou.